# I Believe in You (film)
Pour plus de détails, voir Fiche technique et Distribution.
I Believe in You est un film britannique réalisé par Basil Dearden, sorti en 1952.

## Synopsis
Henry Phipps, un militaire des colonies à la retraite, prend le poste d'agent de probation et trouve que c'est un défi. La vie de divers personnages est examinée alors que Phipps et ses collègues tentent de se réformer sur un criminel endurci et un délinquant juvénile.

## Fiche technique
- Titre original : I Believe in You
- Réalisation : Basil Dearden
- Scénario : Jack Whittingham, Michael Relph, Basil Dearden, d'après le livre de Sewell Stokes
- Direction artistique : Maurice Carter
- Costumes : Anthony Mendleson
- Photographie : Gordon Dines
- Son : Arthur Bradburn, Leonard Bulkley
- Montage : Peter Tanner
- Musique : Ernest Irving
- Production : Basil Dearden, Michael Relph
- Société de production : Ealing Studios, Michael Balcon Productions
- Société de distribution : General Film Distributors
- Pays de production :  Royaume-Uni
- Langue originale : anglais
- Format : Noir et blanc  — 35 mm — 1,37:1 — son mono
- Genre : drame
- Durée : 95 minutes
- Dates de sortie : Royaume-Uni : 5 mars 1952

## Distribution
- Cecil Parker : Phipps
- Celia Johnson : Matty
- Harry Fowler : Charlie Hooker
- Joan Collins : Norma
- George Relph : M. Dove
- Godfrey Tearle : M. Pyke
- Ernest Jay : M. Quayle
- Laurence Harvey : Jordie
- Stanley Escane : Buck
- Cyril Waites : Dai

## Distinctions

### Nominations
- BAFTA 1953 : British Academy Film Award de la meilleure actrice britannique pour Celia Johnson